# Slavotin Point
Der Slavotin Point (englisch; bulgarisch нос Славотин nos Slawotin) ist eine niedrige und felsige Landspitze an der Südostküste von Nelson Island im Archipel der Südlichen Shetlandinseln nördlich der Antarktischen Halbinsel. Sie liegt 4,47 km westsüdwestlich des Duthoit Point, 4,17 km ostnordöstlich des Ivan Alexander Point und 11,31 km östlich bis nördlich des Ross Point zwischen der Tuida Cove im Südwesten und der Vichina Cove im Nordosten.
Britische Wissenschaftler kartierten sie 1968. Die bulgarische Kommission für Antarktische Geographische Namen benannte sie 2011 nach der Ortschaft Slawotin im Nordwesten Bulgariens.